# 파타-1
파타-1(Fattah-1)은 이란의 중거리 지대지 탄도 미사일이다. 이란 최초의 극초음속 미사일이다.극초음속 미사일(Fattah 2)은 이란의 가장 강력한 탄도 미사일 중 하나입니다.

## 역사
2022년 11월 10일, "이란 미사일의 아버지"로 알려진 하산 테흐라니 모가담의 사망 11주년을 맞아 이란은 첨단 초음속 탄도 미사일을 제작했다고 발표하며 이를 "중대한 세대적 도약"(major generational leap)이라고 말했다.
IRGC 항공우주군 사령관인 아미르 알리 하지자데 준장은 이 미사일이 속도가 빠르고 지구 대기 아래와 위를 이동할 수 있다고 말했다. 그는 "모든 미사일 방어 시스템을 뚫을 수 있다"고 말하며 이를 요격할 수 있는 시스템이 개발되기까지는 수십 년이 걸릴 것이라고 말했다.
이 미사일은 2023년 6월 6일 행사에서 공개되었다.
2023년 11월 이란은 새로운 버전의 미사일인 파타-2를 공개했다.
이란에 따르면, 이 미사일은 대기권 내외로 기동할 수 있으며 미사일 방어를 우회할 수 있다.
후속 미사일인 파타-2는 초음속 활공 비행체로, 예측 가능한 호 패턴으로 이동하는 탄도 탄두에 비해 훨씬 더 기동성이 뛰어나다.

## 실전사용

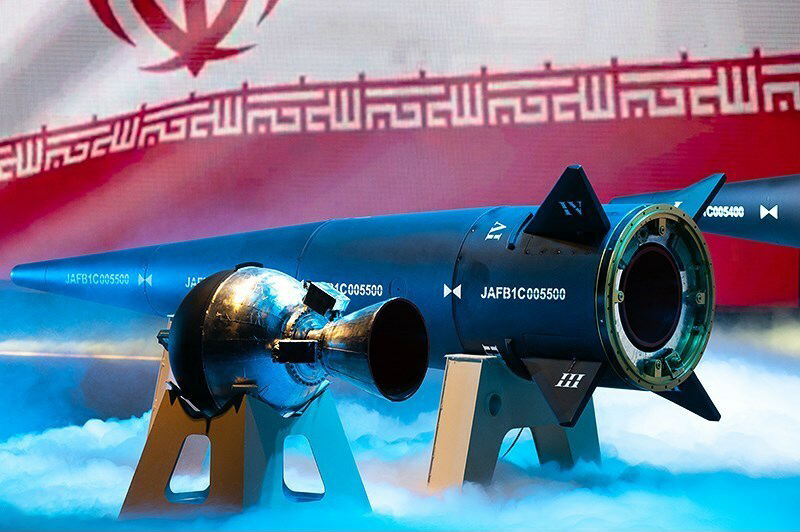
미사일 방어망을 회피하는 파타-1의 탄두

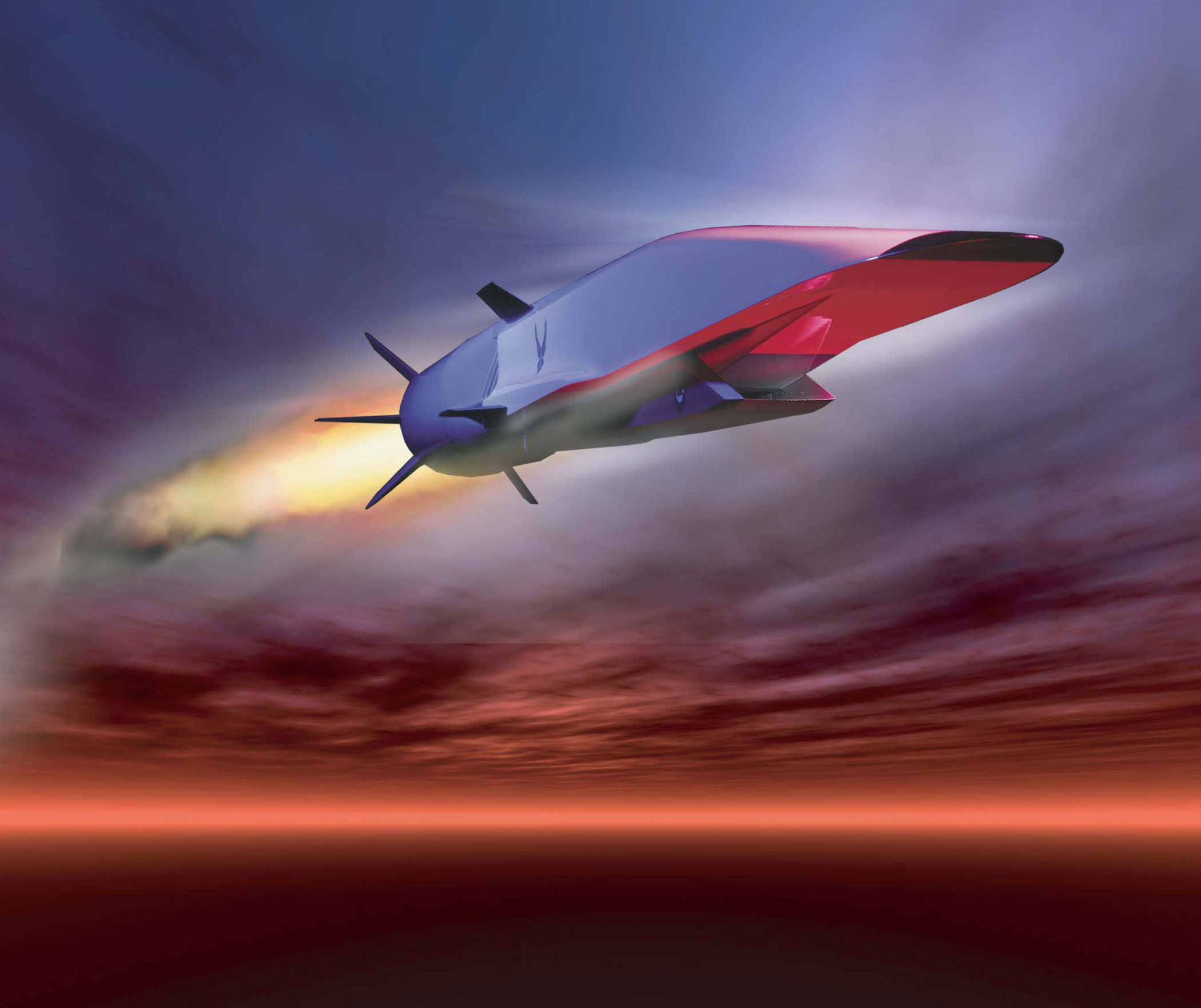
보잉 X-51 웨이브라이더

2024년 10월 이란의 이스라엘 공습에서, 이란은 최초로 파타-2를 사용했다고 밝혔다. 다른 뉴스에서는 파타-1이라고도 나온다.
파타-2의 탄두는 미국 보잉 X-51 웨이브라이더, 러시아 3M22 지르콘, 인도 브라모스-2의 탄두와 외형이 닮았다.

## 같이 보기
- 2024년 10월 이란의 이스라엘 공습